# I Classici del Giallo Mondadori dal 501 al 600
|  | I 100 precedenti: I Classici del Giallo Mondadori dal 401 al 500 |

## Dal N.501 al N.600
| N.  | Titolo italiano                        | Autore                | Titolo originale                                               | Anno originale | Pubblicazione |
| --- | -------------------------------------- | --------------------- | -------------------------------------------------------------- | -------------- | ------------- |
| 501 | Un paio di guanti                      | Rex Stout             | (The Hand in the Glove)                                        | 1937           | 1986          |
| 502 | Verso l'ora zero                       | Agatha Christie       | (Towards Zero)                                                 | 1944           | 1986          |
| 503 | Oro in polvere                         | Ed McBain             | (Even the Wicked)                                              | 1958           | 1986          |
| 504 | La morte canta                         | Ngaio Marsh           | (The Singing in the Shrouds)                                   | 1958           | 1986          |
| 505 | La coppa del cavaliere                 | Carter Dickson        | (The Cavalier's Cup)                                           | 1953           | 1986          |
| 506 | Poirot non sbaglia                     | Agatha Christie       | (One, Two, Buckle My Shoe)                                     | 1940           | 1986          |
| 507 | L'ultima donna nella sua vita          | Ellery Queen          | (The Last Woman in His Life)                                   | 1970           | 1986          |
| 508 | Uno di noi                             | Mignon G. Eberhart    | (Murder By An Aristocrat)                                      | 1932           | 1986          |
| 509 | Abbiamo trasmesso...                   | Rex Stout             | (And Be a Villain)                                             | 1948           | 1986          |
| 510 | Sipario - L'ultima avventura di Poirot | Agatha Christie       | (Curtain - Poirot's Last Case)                                 | 1975           | 1986          |
| 511 | Perry Mason sbaglia cliente            | Erle Stanley Gardner  | (The Case of the Terrified Typist)                             | 1956           | 1986          |
| 512 | Le mie defunte mogli                   | Carter Dickson        | (My Late Wives)                                                | 1946           | 1986          |
| 513 | La strage dei potenti                  | James Hadley Chase    | (He Won't Need It Now)                                         | 1939           | 1986          |
| 514 | Delitto a bordo                        | Ed McBain             | (Death of a Nurse)                                             | 1968           | 1986          |
| 515 | Le porte di Damasco                    | Agatha Christie       | (Postern of Fate)                                              | 1973           | 1986          |
| 516 | Riservata Personale                    | Mignon G. Eberhart    | (R.S.V.P. Murder)                                              | 1965           | 1986          |
| 517 | La parte del destino                   | Margery Allingham     | (The Fashion in Shrouds)                                       | 1938           | 1986          |
| 518 | Nient'altro che la verità              | Rex Stout             | (The Second Confession)                                        | 1949           | 1986          |
| 519 | Complimenti, Mr. Queen!                | Ellery Queen          | (Inspector Queen's Own Case)                                   | 1956           | 1986          |
| 520 | Delitto da burattini                   | Carter Dickson        | (The Magic Lantern Murders)                                    | 1936           | 1986          |
| 521 | Poirot a Styles Court                  | Agatha Christie       | (The Mysterious Affair at Styles)                              | 1920           | 1987          |
| 522 | Piombo e tritolo                       | James Hadley Chase    | (Twelve Chinks And a Woman)                                    | 1940           | 1987          |
| 523 | Fili rossi                             | Rex Stout             | (Red Threads)                                                  | 1940           | 1987          |
| 524 | Aiuto, Poirot!                         | Agatha Christie       | (The Murder On the Links)                                      | 1923           | 1987          |
| 525 | Uno studio in rosso                    | Arthur Conan Doyle    | (A Study in Scarlet)                                           | 1887           | 1987          |
| 526 | Perry Mason e il cadavere fermo posta  | Erle Stanley Gardner  | (The Case of the Shapely Shadow)                               | 1960           | 1987          |
| 527 | Dalle nove alle dieci                  | Agatha Christie       | (The Murder of Roger Ackroyd)                                  | 1926           | 1987          |
| 528 | L'ultima voce                          | Ed McBain             | (Doll)                                                         | 1965           | 1987          |
| 529 | Il segno dei quattro                   | Arthur Conan Doyle    | (The Sign of Four)                                             | 1890           | 1987          |
| 530 | Poirot e i Quattro                     | Agatha Christie       | (The Big Four)                                                 | 1927           | 1987          |
| 531 | Nero Wolfe: nelle migliori famiglie    | Rex Stout             | (In the Best Families)                                         | 1950           | 1987          |
| 532 | Ellery e la salma inquieta             | Ellery Queen          | (The Vanishing Corpse)                                         | 1968           | 1987          |
| 533 | Il mistero del Treno Azzurro           | Agatha Christie       | (The Mystery of the Blue Train)                                | 1928           | 1987          |
| 534 | Il mastino dei Baskerville             | Arthur Conan Doyle    | (The Hound of the Baskerville)                                 | 1902           | 1987          |
| 535 | La sposa era in nero                   | Cornell Woolrich      | (The Bride Wore Black)                                         | 1940           | 1987          |
| 536 | Il pericolo senza nome                 | Agatha Christie       | (Peril at End House)                                           | 1932           | 1987          |
| 537 | L'abate nero                           | Edgar Wallace         | (The Black Abbot)                                              | 1926           | 1987          |
| 538 | La valle della paura                   | Arthur Conan Doyle    | (The Valley of Fear)                                           | 1915           | 1987          |
| 539 | Se morisse mio marito                  | Agatha Christie       | (Lord Edgware Dies)                                            | 1933           | 1987          |
| 540 | Il grande mistero                      | Freeman Wills Crofts  | (Inspector French's Greatest Case)                             | 1925           | 1987          |
| 541 | Il pipistrello                         | Mary Roberts Rinehart | (The Haunted Lady)                                             | 1942           | 1987          |
| 542 | Assassinio sull'Orient Express         | Agatha Christie       | (Murder On the Orient Express)                                 | 1934           | 1987          |
| 543 | Quella bomba di Nero Wolfe             | Rex Stout             | (Please Pass the Guilt)                                        | 1973           | 1987          |
| 544 | I delitti dell'unicorno                | Carter Dickson        | (The Unicorn Murders)                                          | 1935           | 1987          |
| 545 | Poirot e la salma                      | Agatha Christie       | (The Hollow)                                                   | 1946           | 1987          |
| 546 | La febbre dell'ottone                  | Ellery Queen          | (The House of Brass)                                           | 1968           | 1987          |
| 547 | Nero Wolfe apre la porta al delitto    | Rex Stout             | (A Family Affair)                                              | 1975           | 1988          |
| 548 | Fermate il boia                        | Agatha Christie       | (Mrs. Mcginty's Dead)                                          | 1952           | 1988          |
| 549 | Nel momento sbagliato                  | Mignon G. Eberhart    | (Another Man's Murder)                                         | 1957           | 1988          |
| 550 | Occhiali neri                          | John Dickson Carr     | (The Problem of the Green Capsule oppure The Black Spectacles) | 1939           | 1988          |
| 551 | Poirot si annoia                       | Agatha Christie       | (Hickory, Dickory, Dock)                                       | 1955           | 1988          |
| 552 | Colpo di grazia                        | Ellery Queen          | (The Finishing Stroke)                                         | 1958           | 1988          |
| 553 | Furia omicida                          | James Hadley Chase    | (Not Safe To Be Free)                                          | 1958           | 1988          |
| 554 | La domatrice                           | Agatha Christie       | (Appointment With Death)                                       | 1938           | 1988          |
| 555 | La squadra volante                     | Edgar Wallace         | (The Flying Squad)                                             | 1928           | 1988          |
| 556 | Destare i morti                        | John Dickson Carr     | (To Wake the Dead)                                             | 1938           | 1988          |
| 557 | Due mesi dopo                          | Agatha Christie       | (Dumb Witness)                                                 | 1937           | 1988          |
| 558 | Il mondo è marcio                      | Ross MacDonald        | (The Goodbye Look)                                             | 1969           | 1988          |
| 559 | Il mio peggiore amico                  | Ruth Rendell          | (The Best Man To Die)                                          | 1969           | 1988          |
| 560 | La parola alla difesa                  | Agatha Christie       | (Sad Cypress)                                                  | 1940           | 1988          |
| 561 | La strana morte del signor Benson      | S.S. Van Dine         | (The Benson Murder Case)                                       | 1926           | 1988          |
| 562 | Fuori l'autore                         | Mignon G. Eberhart    | (Witness at Large)                                             | 1966           | 1988          |
| 563 | Il ritratto di Elsa Greer              | Agatha Christie       | (Five Little Pigs)                                             | 1942           | 1988          |
| 564 | Disertore di coscienza                 | Ellery Queen          | (Cop Out)                                                      | 1969           | 1988          |
| 565 | Il signore della notte                 | Edgar Wallace         | (The Gunner)                                                   | 1928           | 1988          |
| 566 | Poirot sul Nilo                        | Agatha Christie       | (Death On the Nile)                                            | 1937           | 1988          |
| 567 | Una croce era il segnale               | John Dickson Carr     | (Below Suspicion)                                              | 1949           | 1988          |
| 568 | Per morte innaturale                   | Dorothy L. Sayers     | (Unnatural Death)                                              | 1927           | 1988          |
| 569 | Corpi al sole                          | Agatha Christie       | (Evil Under the Sun)                                           | 1941           | 1988          |
| 570 | La prova del nove                      | Ellery Queen          | (A Fine And Private Place)                                     | 1971           | 1988          |
| 571 | La canarina assassinata                | S.S. Van Dine         | (The Canary Murder Case)                                       | 1927           | 1988          |
| 572 | Il Natale di Poirot                    | Agatha Christie       | (Hercule Poirot's Christmas)                                   | 1938           | 1988          |
| 573 | La scatola rossa                       | Rex Stout             | (The Red Box)                                                  | 1937           | 1989          |
| 574 | La valle degli spiriti                 | Edgar Wallace         | (The Valley of Ghosts)                                         | 1922           | 1989          |
| 575 | Macabro quiz                           | Agatha Christie       | (Cat Among the Pigeons)                                        | 1959           | 1989          |
| 576 | Ottanta milioni di occhi               | Ed McBain             | (Eighty Million Eyes)                                          | 1966           | 1989          |
| 577 | La vedova del miliardario              | E.C. Bentley          | (Trent's Last Case)                                            | 1913           | 1989          |
| 578 | Il prezzo del silenzio                 | James Hadley Chase    | (The Paw in the Bottle)                                        | 1949           | 1989          |
| 579 | Il terrore viene per posta             | Agatha Christie       | (The Moving Finger)                                            | 1942           | 1989          |
| 580 | I delitti della Vedova Rossa           | Carter Dickson        | (The Red Widow Murders)                                        | 1935           | 1989          |
| 581 | 25: morto che scappa                   | Donald E. Westlake    | (The Busy Body)                                                | 1966           | 1989          |
| 582 | La belva deve morire                   | Nicholas Blake        | (The Beast Must Die)                                           | 1938           | 1989          |
| 583 | Alla deriva                            | Agatha Christie       | (Taken at the Flood)                                           | 1948           | 1989          |
| 584 | La fine dei Greene                     | S.S. Van Dine         | (The Greene Murder Case)                                       | 1928           | 1989          |
| 585 | Pericolosamente vivo                   | Mignon G. Eberhart    | (Woman On the Roof)                                            | 1968           | 1989          |
| 586 | Un minuto a mezzanotte                 | Rex Stout             | (Before Midnight)                                              | 1955           | 1989          |
| 587 | Polvere negli occhi                    | Agatha Christie       | (A Pocket Full of Rye)                                         | 1953           | 1989          |
| 588 | La tragedia di X                       | Ellery Queen          | (The Tragedy of X)                                             | 1932           | 1989          |
| 589 | La figlia del tempo                    | Josephine Tey         | (The Daughter of Time)                                         | 1951           | 1989          |
| 590 | La tabacchiera dell'imperatore         | John Dickson Carr     | (The Emperor's Snuffbox)                                       | 1942           | 1989          |
| 591 | Carte in tavola                        | Agatha Christie       | (Cards On the Table)                                           | 1936           | 1989          |
| 592 | Morte di un banchiere                  | Henry Wade            | (The Duke of York's Steps)                                     | 1929           | 1989          |
| 593 | La porta del traditore                 | Edgar Wallace         | (The Traitor's Gate)                                           | 1927           | 1989          |
| 594 | Un pizzico di chinino                  | Rex Stout             | (Bad For Business: a Tecumseh Fox Mystery)                     | 1940           | 1989          |
| 595 | Giochi di prestigio                    | Agatha Christie       | (They Do It With Mirrors)                                      | 1952           | 1989          |
| 596 | La tragedia di Y                       | Ellery Queen          | (The Tragedy of Y)                                             | 1932           | 1989          |
| 597 | Bellona club                           | Dorothy L. Sayers     | (The Unpleasantness at the Bellona Club)                       | 1928           | 1989          |
| 598 | L'enigma dell'alfiere                  | S.S. Van Dine         | (The Bishop Murder Case)                                       | 1929           | 1989          |
| 599 | Orchidee nere                          | Rex Stout             | (Black Orchids)                                                | 1942           | 1990          |
| 600 | Messaggio da Hong Kong                 | Mignon G. Eberhart    | (Message From Hong Kong)                                       | 1969           | 1990          |

|  | I 100 successivi: I Classici del Giallo Mondadori dal 601 al 700 |